# Undués de Lerda
Undués de Lerda là một đô thị ở tỉnh Zaragoza, Aragon, Tây Ban Nha. Theo điều tra dân số 2004 của Viện thống kê Tây Ban Nha (INE), đô thị này có dân số là 60 người. Diện tích đô thị này là 43 ki-lô-mét vuông. Đô thị này nằm ở độ cao 633 m trên mực nước biển.

## Biến động dân số
Dữ liệu dân số của Undués de Lerda giữa giai đoạn 1842 và 2001:
| Biến động dân số của Undués de Lerda từ năm 1842 đến năm 2001 |      |      |      |      |      |      |      |      |      |      |      |      |      |  |      |
| 1842                                                          | 1877 | 1887 | 1897 | 1900 | 1910 | 1920 | 1930 | 1940 | 1950 | 1960 | 1970 | 1981 | 1991 |  | 2001 |
| 464                                                           | 617  | 535  | 474  | 485  | 510  | 502  | 453  | 380  | 272  | 213  | 98   | 51   | 47   |  | 48   |